# EON Reality
Pour les articles homonymes, voir Eon.
EON Reality est une entreprise américaine créée en 1999 à Los Angeles, Californie, spécialisée dans les logiciels de réalité virtuelle, les systèmes immersifs 3D et les applications serious games ou simulation-based-learning (SBL).

## En France
EON Reality a essayé par deux fois de s'implanter en France. Lors de sa seconde tentative la SAS EON Reality implantée à LAVAL depuis le 16/01/2014 a été mise en liquidation par le tribunal de commerce le 16/01/2019
et ce malgré 400K€ de subventions reçues de l'agglomération de Laval, 300K€ de l'état et un prêt de 3,1M€ de la région Pays de Loire que l'entreprise devait rembourser en 3 ans.
Une précédente implantation basée à Clermont-Ferrand en 2008 avait déjà été un échec.